# Thabo – Das Nashorn-Abenteuer
Thabo – Das Nashorn-Abenteuer ist ein deutscher Spielfilm von Mara Eibl-Eibesfeldt aus dem Jahre 2023 und basierend auf den Kinderbüchern Thabo – Detektiv & Gentleman von Kirsten Boie.

## Handlung
Der 11-jährige Thabo lebt in Hlatikulu in Eswatini. Er möchte Detektiv werden, aber es gibt nicht genug Kriminalfälle im Tierschutzgebiet. Stattdessen muss er mit seinem Onkel, dem Ranger Vusi, Touristen auf Safaris begleiten.
Sein erster großer Fall ist ein Nashornbaby, das ziellos vor ihrem Jeep über die Savanne läuft. Die Mutter des Wildtieres liegt tot daneben. Ihr wurde das Horn abgeschnitten. Thabo ist fest entschlossen, den Wilderern auf die Spur zu kommen und kann dabei auf die Unterstützung zählen. Emma aus Deutschland besucht ihre Großtante, Mrs. Agatha, und hat das Nashornbaby sofort in ihr Herz geschlossen. Thabos Freund Sifiso hilft der Gruppe, weil er Spuren lesen kann. Die Gruppe will den Fall schneller lösen als die Polizei.

## Produktion
Der Thabo-Darsteller Litlhonolofatso Litlhakanyane absolviert sein Spielfilmdebüt. Das gefilmte Nashornbaby hieß Daisy.

### Drehbuch
Das Drehbuch basiert auf den Kinderbüchern Thabo – Detektiv & Gentleman von Kirsten Boie und wurde von Ursula Gruber und Martin Gypkens geschrieben. Bedingung für die Realisierung war, dass Boie es sehen und etwas dazu sagen durfte. So kommentierte sie die erste Fassung intensiv.

### Dreharbeiten
Gedreht wurde im Nordosten Südafrikas kurz hinter der Grenze zu Eswatini und in Eswatini selbst. Wegen der afrikanischen Schauspieler wurde der Film in englischer Sprache gedreht. Eibl-Eibesfeldt sagte in einem Interview, dass die größten Herausforderungen ein reparaturanfälliges Auto und die vielen Corona-Fälle am Set waren.

### Premiere
Der Film feierte seine Premiere am 30. September 2023 beim Filmfest Hamburg.

## Besetzung und Synchronisation
Die deutsche Synchronisation des Films übernahm die Mo Synchron GmbH in München, nach einem Dialogbuch von Christian Langhagen Dialogregie führte Mara Eibl-Eibesfeldt.
| Rolle           | Darsteller                | Sprecher            |
| --------------- | ------------------------- | ------------------- |
| Thabo           | Litlhohonolofatso Litlhak | Mika Sieger         |
| Emma            | Ava Skuratowski           | N. N.               |
| Sifiso          | Kumkani Pilonti           | Leo Nicolas Douglas |
| Pilot           | Nissi Bodibe              | Matti Kortemeier    |
| Lemonade        | Vutihari Sibisi           | Caja Sieger         |
| Tante Agatha    | Andrea Sawatzki           | Andrea Sawatzki     |
| Vusi            | Nhlakanipho Manqele       | Sebastian Winkler   |
| Inspector Gwebu | Kenneth Nkosi             | Thomas Rauscher     |
| Thulile         | Gontse Ntshegang          | Isabelle Höpfner    |
| Sipho Godbless  | Chris Langa               | Leonard Hohm        |

## Veröffentlichung
In Deutschland kam Thabo – Das Nashorn-Abenteuer am 9. November 2023 in die Kinos.

## Kritik
Das Lexikon des internationalen Films gibt zweieinhalb von fünf Sternen. Es resümiert, dass der „solide, aber nicht übermäßig spannende Kinderfilm […] wichtige politische Themen [thematisiert], auch wenn diese etwas zu belehrend angesprochen werden.“ Dabei glänze er „mit eindrucksvollen Naturaufnahmen und hervorragenden Kinderdarstellern.“

## Auszeichnungen
| Auszeichnung                         | Jahr | Kategorie                        | Empfänger                                            | Resultat |
| ------------------------------------ | ---- | -------------------------------- | ---------------------------------------------------- | -------- |
| Best Actor & Director Awards         | 2023 | Best. Director of a Mystery Film | Thabo – Das Nashorn-Abenteuer (Mara Eibl-Eibesfeldt) | Gewonnen |
| Chandler International Film Festival | 2024 | Best Faith/Family Award Winner   | Thabo – Das Nashorn-Abenteuer (Mara Eibl-Eibesfeldt) | Gewonnen |
| JEF Festival                         | 2024 | Best Film Children's Jury        | Thabo – Das Nashorn-Abenteuer (Mara Eibl-Eibesfeldt) | Gewonnen |
| Kanab Film Festival                  | 2024 | Best Family Film                 | Thabo – Das Nashorn-Abenteuer (Mara Eibl-Eibesfeldt) | Gewonnen |